# 硬石膏
硬石膏（こうせっこう、anhydrite）は、組成式 CaSO4、硫酸カルシウムを主成分とする硫酸塩鉱物の一つ。天然に産出する無水石膏（II型無水石膏）のことである。

## 性質
無水石膏の天然結晶で、英名も「無水物」を意味する。モース硬度3.9、比重2.97。性質は重晶石、天青石と類似している。
色は白色または灰白色で、薄く青色や緑色が混じることがある。水を加えても結晶水にはならず、2水和物である石膏（CaSO4・2H2O）には変化しない。
硬石膏は石膏と同様に海水の蒸発に伴って最初に析出するため、岩塩が堆積する場所の近く、特に岩塩の下層に豊富に存在する。その他、熱水鉱床や火山岩、凝灰岩の隙間などに塊状等の形態で産することも多い。

## 備考
- 石膏のうちα型半水石膏は「硬質石膏」ともいうが、硬質の「質」を省略して「硬石膏」と称されることがある（本項の硬石膏とは異なる）[1]。
- 漢方でいう「長石」や「方解石」は硬石膏を指し、一般的にいう長石や方解石（炭酸カルシウム）とは異なる[2]。